# Інтерфакс-Україна
«Інтерфакс-Україна» — українська медіакомпанія, працює на ринку політичної та економічної інформації України з 1992 року.

## Статус
Агентство випускає 52 інформаційних продукти з політичної та економічної тематики чотирма мовами (українською, російською, англійською та німецькою).
З травня 1998 року діє сайт агентства в мережі Інтернет.
З травня 1999 року агентство працює в режимі реального часу — повідомлення розсилаються в міру їх надходження.
З 2006 року працює система розповсюдження новин «Термінал».

## Керівництво агенції

### Генеральні директори
- Олександр Мартиненко (1992—2024)
- Єгор Болтрик (2024 — по т. ч.)[1]

### Директорат
- Заст. директора, головний редактор — Дмитро Кошовий
- Директор з маркетингу — Максим Уракін
- Заст. директора — Сергій Кіржаєв

## Продукти агенції

### Стрічки новин
Стрічки новин: новини, ділові новини, ПЕК, фінанси, страхування, фондовий ринок, нерухомість, телекомунікації, АПК, транспорт, медицина та фармринок, економічний моніторинг, нафта, новини компаній, спорт.

### Проєкти
- «Інтерфакс — Звітність емітентів»
- «ЕФіР — Україна»
- «Інтерфакс — Вибори»
- «Інтерфакс — Фондовий-ринок»
- «Інтерфакс — Термінал»
- «Dnb-Україна»
- «PrWire»
- «Reform.energy»
- «Green Deal»

## Пресцентр

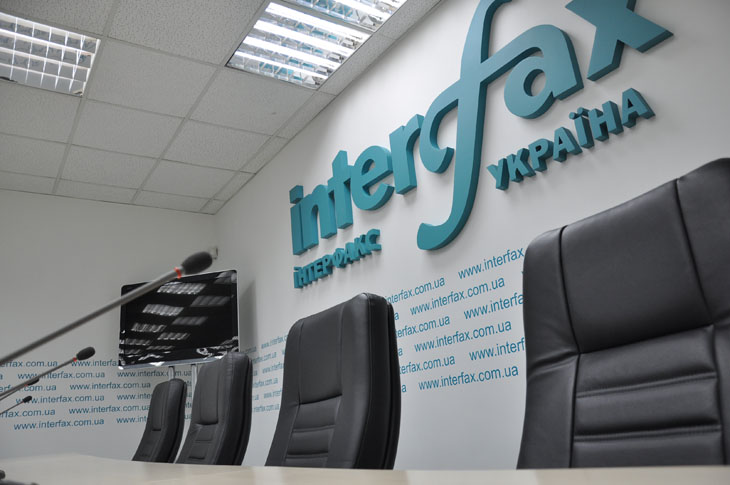
Президія пресцентру агенції

Відкрита 1998 року зала агенції є відомим у суспільстві новинним майданчиком, популярним центром зустрічі журналістів із бізнесменами та політиками, місцем низки історичних заяв та подій.
- Зала площею 80 м² на 50 місць;
- Стіл президії на 4-6 місць, обладнаний 4-ма стаціонарними мікрофонами;
- Радіомікрофони;
- Освітлення, акустика та аудіосистема, що дають змогу проводити професійну відео- та фотозйомку;
- Два широкоформатні екрани 46″ та 40″ для відтворення презентацій, фото та відеоматеріалів;
- Можливість встановлення банера;
- Доступ до Інтернету, Wi-Fi.

## Дискусії про незалежність
Деякі джерела до 2013 року афіліювали агентство із недержавною російською групою, Interfax Information Services, через що в деяких джерелах українське агентство досі маркують як частину групи, яка діє через офшорну компанію на Кіпрі.
Проте засновник та співробітники компанії неодноразово спростовували цю інформацію пояснюючи, що єдине що поєднує однойменні організації — загальна система продажів за кордоном та незалежність редакцій.
Після смерті Олександра Мартиненка у 2024 році стало відомо, що він був єдиним бенефіціаром, а власність перейшла до його сина — Андрія.